# Isy Morgensztern
 (avril 2012).
Pour les articles homonymes, voir Morgensztern.
Isy Morgensztern est un universitaire et réalisateur français, né en 1947 à Paris. 
Il a enseigné la philosophie et l’histoire des religions dans un centre de recherches de l’université Toulouse-Le-Mirail

## Biographie
Né en France de parents juifs immigrés d'Europe de l'Est après la guerre, Isy Morgensztern effectue ses études secondaires et universitaires à Paris (1967-1969) où il obtient une licence de sociologie à la faculté de Nanterre puis (1978) un DEA de sociologie et de philosophie à l'université Paris VIII-Vincennes. 
Administrateur puis directeur du Théâtre Jean-Vilar de Suresnes (1973-1978), administrateur puis directeur-adjoint du Centre Dramatique National de Toulouse (Le Grenier de Toulouse) (1978-1983) , Directeur des Programmes de France 3 Midi-Pyrénées-Languedoc-Roussillon (1983-1990) - aujourd'hui France 3 Occitanie, responsable des Soirées Thématiques Art et Culture d'Arte (1992-1994), membre des équipes fondatrices du journal Libération et d'Arte, il est l'initiateur et animateur en 2007 et 2008 des Rencontres sur les trois monothéismes de l'Abbaye de Fontevraud.
Depuis 1994, Isy Morgensztern est producteur-réalisateur audiovisuel et enseignant en histoire des religions. Il est le père de quatre enfants, dont Noam Morgensztern, comédien, musicien et metteur en scène.

## Télévision

### Comme auteur-réalisateur
- 1994 : Saint-Marin, le jardin de la République. Le concept de « souveraineté » dans un territoire de 30 000 habitants. Diff. Arte.
- 1996 : Regarder le feu en face. Les volcans et les mythes. Diff. Arte[4].
- 1997 : Paul Eluard à Grenade. Des lycéens d’origine maghrébine à la recherche de leurs racines arabo-andalouses. Diff.  Planète-Cable
- 1997 : Les juifs chantent le blues. L'histoire du yiddishland par ses chansons. Diff. Arte.
- 1997 : Serge Lask, calligraphe de l'absence. Un peintre exprime la Shoah en calligraphiant des textes en yiddish. Diff. Arte.
- 1997 : Rencontre au sommet. Anthony Burgess/Isaac Bashevis Singer Diff. Arte[5]
- 1997 : Portrait d'I.B. Singer. Sur un dieu caché collection Un Siècle d'Écrivains. Diff. France 3 et Arte
- 1998 : Trois Religions dans un Jardin. L'Espagne des trois religions à l’époque d’Averroès. Diff. France 3, France Supervision.
- 1998 : Courteline, ou la déraison française collection "Un Siècle d'Écrivains". Diff. France 3
- 2003 : Mark Rothko, un humaniste abstrait. Portrait du peintre américain. L’abstraction, ses rapports avec le nihilisme et la volonté de donner à l’art une mission « philosophique ». Diff. France 5. « … un film remarquable … » Le Monde. DVD aux Editions Montparnasse
- 2008 : Benny Lévy, la révolution impossible. L'histoire de la Gauche Prolétarienne et de son dirigeant Benny Lévy. Diff. Arte.
- 2010 : L’Aventure monothéiste. Diff. France 2. DVD aux Editions Montparnasse
- 2013 : Levinas. auteur avec David Hansel et réalisateur du DVD. Éditions Montparnasse[6]

### Comme auteur
- 1990 : Barcelone, 2 ans avant les J. O.. Réal. Gérard Follin. Films sur Miquel Barcelo, Vasquez Montalban et Antoni Tapies. Diff. FR3.
- 1990 : Jean Dieuzaide, photographe. Un dialogue avec la lumière. Réal. Jean-Denis Bonan. Diff. FR3
- 1992 : Abécédaire de la Movida. Réal. Diego Mas Trelles. Film sur les principaux créateurs de la Movida dont Pedro Almodovar. Diff. Arte.
- 1992 : Portraits de pèlerins sur la route de St Jacques. Réal. Diego Mas Trelles. Une tentative pour rendre compte d’une spiritualité concrète non spécifiquement religieuse et un portrait de l’art roman au long du chemin. Diff. Arte.
- 1993 : Entretien avec Jacques Lacarriere. Réal. Diego Mas Trelles. Sur la Grèce antique. Diff. Arte.
- 1997 : Sur la Terre comme au Ciel. (les Jardins d'Idées) in soirée thématique Jardins.  Réal. Maryse Bergonzat. Les liens qui unissent les représentations que les civilisations se font du monde ici-bas et l’art des grands jardins. Avec Gilles Clément. Diff. Arte.
- 2001 : Le Jeûne, le monde du bout des lèvres. Réal. Myriam Tonelotto.  Les rituels et rapports au monde tels qu'exprimés par les jeûneurs dans les trois religions monothéistes. Diff. Arte.

### Comme coauteur
- 2002 : Le Cœur du bourreau. Réal. Isy Morgensztern. Coauteur Luc Rosenzweig. La peine de mort aux Usa. Diff. Arte.
- 2003 : Habaneras, le balancement sentimental. Réal. Maryse Bergonzat. Portrait d’un genre musical, la « habanera ». Diff. France 3.
- 2005 : La Bible dévoilée. Réal. Thierry Ragobert. Diff. France 5, Arte, Channel 5, RTBF,  TSR, TSI, etc … Que peut-on savoir de rationnel - par l’archéologie et l’histoire - sur les auteurs de l’Ancien Testament et leurs « motivations » ? Adapté du livre du même nom. Diff. France 5 et Arte.